# Anhumas
Anhumas is een gemeente in de Braziliaanse deelstaat São Paulo. De gemeente telt 3.947 inwoners (schatting 2009).